# Slovak Open 2010
Lo Slovak Open 2010, noto anche come Ritro Slovak Open, è stato un torneo professionistico di tennis giocato sul cemento che faceva parte dell'ATP Challenger Tour 2010 e dell'ITF Women's Circuit 2010. Si è giocato a Bratislava in Slovacchia dal 15 al 21 novembre 2010.

## Partecipanti ATP

### Teste di serie
| Nazionalità | Giocatore          | Ranking* | Testa di serie |
| ----------- | ------------------ | -------- | -------------- |
| Russia      | Tejmuraz Gabašvili | 81       | 1              |
| Ucraina     | Illja Marčenko     | 96       | 2              |
| Francia     | Adrian Mannarino   | 97       | 3              |
| Polonia     | Michał Przysiężny  | 100      | 4              |
| Slovacchia  | Lukáš Lacko        | 102      | 5              |
| Germania    | Dustin Brown       | 105      | 6              |
| Slovenia    | Blaž Kavčič        | 109      | 7              |
| Russia      | Igor' Kunicyn      | 111      | 8              |

- Ranking all'8 novembre 2010.

### Altri partecipanti
Giocatori che hanno ricevuto una wild card:
- Dominik Hrbatý
- Martin Kližan
- Andrej Martin
- Marek Semjan
- James Ward (Special Exempt )

Giocatori passati dalle qualificazioni:
- Ryan Harrison
- Mikhail Ledovskikh
- Miloslav Mečíř Jr.
- Timo Nieminen

## Partecipanti WTA

### Teste di serie
| Nazionalità | Giocatore           | Ranking* | Testa di serie |
| ----------- | ------------------- | -------- | -------------- |
| Austria     | Patricia Mayr       | 100      | 1              |
| Russia      | Evgenija Rodina     | 103      | 2              |
| Rep. Ceca   | Andrea Hlaváčková   | 106      | 3              |
| Ucraina     | Kateryna Bondarenko | 113      | 4              |
| Slovacchia  | Zuzana Kučová       | 122      | 5              |
| Francia     | Irena Pavlović      | 200      | 6              |
| Rep. Ceca   | Karolína Plíšková   | 203      | 7              |
| Germania    | Mona Barthel        | 208      | 8              |

- Ranking all'8 novembre 2010.

### Altri partecipanti
Giocatori che hanno ricevuto una wild card:
- Anna Karolína Schmiedlová
- Chantal Škamlová
- Jana Čepelová
- Zuzana Luknárová

Giocatori passati dalle qualificazioni:
- Sina Haas
- Réka-Luca Jani
- Klaudia Boczová
- Julia Babilon
- Michaela Hončová
- Jasmina Tinjić
- Lenka Tvarošková
- Lucia Butkovská

## Campioni

### Singolare maschile
Martin Kližan ha battuto in finale  Stefan Koubek con il punteggio di 7–6(4), 6–2.

### Singolare femminile
Kateryna Bondarenko ha battuto in finale  Evgenija Rodina con il punteggio di 7–6(3), 6–2.

### Doppio maschile
Colin Fleming /  Jamie Murray hanno battuto in finale  Travis Parrott /  Filip Polášek con il punteggio di 6–2, 3–6, [10–6].

### Doppio femminile
Emma Laine /  Irena Pavlović hanno battuto in finale  Claire Feuerstein /  Valerija Savinych con il punteggio di 6–4, 6–4.